# Passerina cyanea
Passerina cyanea là một loài chim trong họ Cardinalidae.